# ماچیکو تویوشیما
ماچیکو تویوشیما (انگلیسی: Machiko Toyoshima; ۲۸ دسامبر ۱۹۷۱ – ) صداپیشه، بازیگر، بازیگر تئاتر، و خواننده اهل ژاپن بود. وی از سال ۱۹۹۴ میلادی تاکنون مشغول فعالیت بوده‌است.